# 행위 언약
행위 언약 ( Covenant of Works) 은 언약 신학에서 유래된 것으로 은혜 언약과 같이 사용되는 신학적 용어이다. 이 말의 어원은 정확하지 않으나 주로 사용되는 이유는 창세기 3장에 나오는 아담과 하와의 선악과 사건 즉, 인류의 타락이 되기 이전과 이후로 나뉘어 행위 언약은 이전, 은혜 언약은 이후로 나뉘게 된다.  우르시누스에 의해서 최초로 사용되었다는 설과, 로버트 롤록이 언약에 대하여 피에르 드 라뮈의 방법대로 두 개로 나눈 것에 기인한다는 설도 있다.   청교도들은 이 행위 언약에 대한 사용을 적극적으로 추진하였고, 은혜 언약과 함께 언약 신학을 영국과 미국의 신학의 근간을 삼는 데 많은 영향을 주었다.  페리 밀러는 그의 저서에서 언약 신학에 대하여 미국 신학의 정수로 표현하며, 이 신학이 미국의 신학적 전통의 뼈대임을 주장하였다.

## 중요성
합동신학대학원대학교의 이승구 (1959년)교수는 행위 언약의 중요성에 대하여 설명하기를 아담 이후의 모든 인류가 사망에 이르게 된 이유에 대하여 가장 잘 설명한 것이라고 주장한다. 이것은 '언약적 형벌'을 설명하기 위해 반드시 필요한 도구라고 말한다. 또한 '언약적 머리'라고 하는 '대표성의 원리'를 설명하기 위해 두 머리 즉, 아담과 그리스도를 연결시키는 데 활용이 가능한 것을 예로 든다.  또한 여기서 사용되는 '유예기간'(Probation)은 창세기 2장과 3장의 타락전에 사용되며, 이것이 행위언약의 시기를 의미한다.

## 웨스트민스터 신앙고백
7장에서 다룬 언약신학에서 행위언약이 언급되고 있다. 2절에서 '사람과 맺은 최초의 언약은 행위언약이었으니 이 언약에 따라서 완전하고, 자발적인 순종을 조건으로 하여 아담과 아담이 대표하는 그의 후손들에게 생명이 약속되었다.' 또한 3절에서 '사람이 타락함으로 행위언약으로는 생명에 이를 수 없게 되었다. 그러므로 하나님께서는 그 기쁘신 뜻대로 은혜언약이라고 부르는 제2의 언약을 맺으셨다'

### 사보이 신앙고백
19장 1절에서 아담의 마음에 새겨진 순종의 법이 바로 행위언약으로 규정함.

## 연구 관련 신학자들
- 리차드 멀러의 < After Calvin > 175-189. 헤르만 위트시우스와 브라켈의 연구 중 행위 언약과 하나님의 율법의 안정성에 관하여.
- 피터 릴백의 <The Binding of God; Calvin's Role of the Development of Covenant Theology> 276-304 존 칼빈이 언약신학에 끼친 영향 연구.
- R. C. 스프롤은 행위언약의 중요성을 언급하면서 행위언약의 부정이 그리스도의 능동적 순종, 의의전가, 이신칭의로 이어지면 결국 복음이 해체될 것이라고 경고하였다.[2]

## 청교도들의 연구[3]
- 토마스 카트라이트
- 존 볼의 < 은혜 언약에 관한 논문 (1645)> 아담의 마음에 새겨진 율법 즉 행위언약이 바로 하나님의 형상으로 묘사.
- 앤토니 버제스 < Vindiciar Legis (1646)> 행위언약이라는 어휘의 모호성 강조. 성경에서의 유추와 결론에서 발생한 용어. 아담의 거룩을 성령의 속성으로 간주.
- 존 오언 <히브리서 강해, 존 오웬 전집 중 (1850-1855) 23권 > : 행위언약이 언약의 본질을 표현한 것임을 강조.
- 프랜시스 로버츠 < 성경의 신비와 정수 (1657) > 행위언약 용어가 성경에서 긍정적으로 평이하게 사용되지 않음을 지적. 하나님은 도덕법을 사람의 마음에 쓰셨다.
- 패트릭 길레스피 < The Ark of the Testament Opened > 언약의 특징과 정의에 대해.
- 로버트 롤록 < 하나님의 유효한 부르심 (1603)> 언약은 자연에 기초하며 법적이고 하나님의 손가락으로 사람의 마음에 새겨져 있다. 아담은 순수하고 거룩하게 창조되었음.
- 존 라잇풋 <Miscellanies Christian and Judicial (1629)> 아담에게 새겨진 법과 시내산의 율법을 연결함.
- 토머스 굿윈 <전집 7권> 행위언약을 통해 율법의 중요성을 강조. 행위의 언약은 자연의 언약. 하나님의 율법은 완전하며, 아담의 창조의 옳음을 증명함. 아담이 행위언약에 의한 성령을 소유했다고 주장함.
- 윌리엄 브릿지 < Christ and the Covenant > 하나님은 아담에게 참을 수 있는 능력은 주었으나, 계속적으로 참을 수 있는 약속은 주지 않았다.

## 행위언약을 부정하는 학파
- 성공회 출신의 니컬러스 토머스 라이트의 바울에 대한 새 관점학파는 행위언약이라는 말의 의미를 부정적으로 보고, 생명의 언약으로 치환하여 사용하기를 주장한다.
- 새언약 학파 즉, 옛언약-새언약을 주장하는 자들은 구약과 신약의 연관성을 주장하는 것은 정통 언약신학과 같으나, 새언약이 옛언약을 대체하였으므로 행위언약의 연속성을 부정한다.
- 페더럴 비젼(Federal Vision)을 주장하는 학자들은 행위언약을 부정하고 하나의 언약만이 존재한다고 주장한다.

## 같이 보기
- 언약신학